# Joachim-Friedrich Lang
Joachim-Friedrich Lang (* 14. September 1899 in Montigny bei Metz; † 16. April 1945 bei Pillau) war ein deutscher Offizier, zuletzt Generalmajor im Zweiten Weltkrieg.

## Leben
Lang trat während des Ersten Weltkriegs am 25. März 1918 als Fähnrich in das Ersatz-Bataillon des Füsilier-Regiments „General-Feldmarschall Graf Blumenthal“ (Magdeburgisches) Nr. 36 der Preußischen Armee ein. Am 15. April 1918 kam er zum Regiment an die Westfront. Nach Kriegsende war Lang von März 1919 bis April 1920 im Landesjägerkorps unter General Maercker tätig, wurde anschließend in die Reichswehr übernommen und schied schließlich zum 31. Dezember 1920 als Leutnant aus dem aktiven Dienst.
Nach dem Westfeldzug kämpfte Lang an der Ostfront. Dort erhielt er am 14. Juni 1942 das Deutsche Kreuz in Gold. Als Oberst des Grenadier-Regiments 481 bei der 256. Infanterie-Division wurde Lang das Ritterkreuz des Eisernen Kreuzes am 4. September 1943 verliehen. Am 30. Juni 1944 wurde Lang zum Kommandeur der 95. Infanterie-Division ernannt. Nach schweren Verlusten gegen die Rote Armee wurde seine Division im Juli 1944 aufgelöst. Nach der Neuaufstellung der Division im September 1944 fungierte Lang wieder als deren Kommandeur. In dieser Funktion erfolgte am 1. Oktober 1944 in der Region Königsberg die Beförderung zum Generalmajor. Lang fiel am 16. April 1945 bei Abwehrkämpfen im Lochstädter Wald in der Nähe von Pillau.